# Předhradí (Pňov-Předhradí)
Předhradí je vesnice v okrese Kolín, je součástí obce Pňov-Předhradí. Nachází se v severní části obce. Vesnicí prochází I/38. Je zde evidováno 101 adres.
Předhradí je také název katastrálního území o rozloze 2,42 km².
U místního jezera leží sportoviště Beach Volley Club Pňov – Předhradí.

## Pamětihodnosti
- Přibližně v prostoru mezi zástavbou vesnice a tokem řeky Labe se v raném středověku nacházelo hradiště Oldříš. Dochovaly se z něj nevýrazné terénní stopy.[4]
- Kostel Nanebevzetí Panny Marie – barokní hřbitovní kostel z 18. století. Nacházejí se zde také dva kříže: jeden přímo na zdi kostela (viz obrázek) a druhý před vchodem do kostela.
- Evangelický hřbitov.
- Památník legionářů a dalších padlých ve válce.
- Usedlost čp. 17.

## Písník „Jezero“
Mezi Starým Labem a dnešním regulovaným tokem Labem leží písník nazývaný jen „Jezero“, který je využívaný ke koupání, sportovnímu rybolovu a pravidelně se zde pořádají také různé akce obce pro děti i dospělé (např. Dětský den, Zahájení prázdnin ad.).
U Jezera je také poměrně rozsáhlý sportovně rekreační areál (čtyři hřiště pro plážový volejbal, fotbalové hřiště, dráhy na pétanque, outdoorové hřiště, klubovna, občerstvení), který nepřímo navázal na původní sportoviště Sokola z první republiky.
Původní tok Labe v okolí výrazně meandroval. Zbytky původního řečiště jsou dobře patrné na několika místech, jednou z nich je tzv. Staré Labe. Vodní plocha tohoto mrtvého ramena se rozkládá v blízkosti sportovně rekreačního areálu. Staré Labe je dnes též název potoka, který odsud odtéká do regulovaného toku Labe.

## Galerie

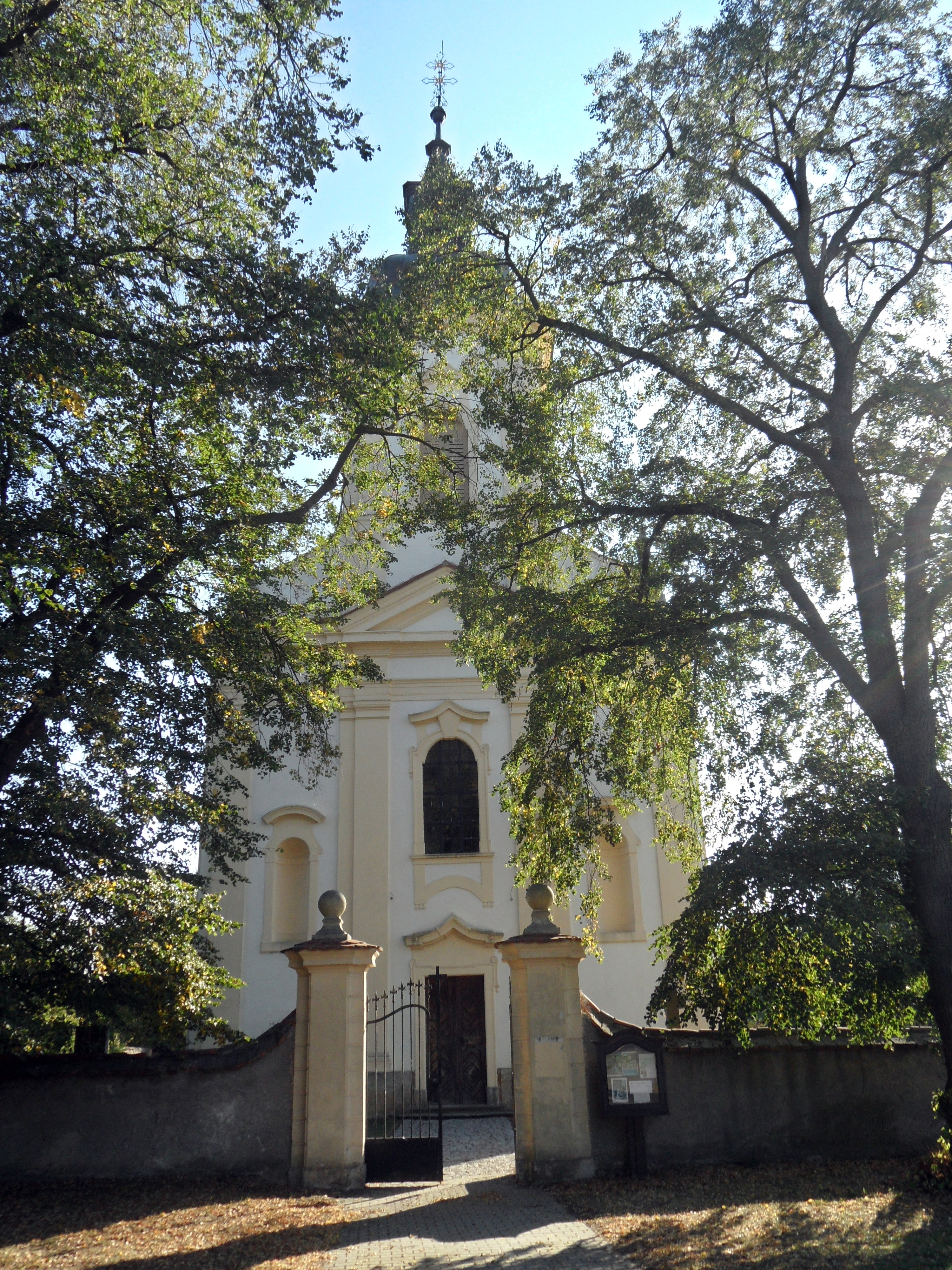
Kostel Nanebevzetí Panny Marie
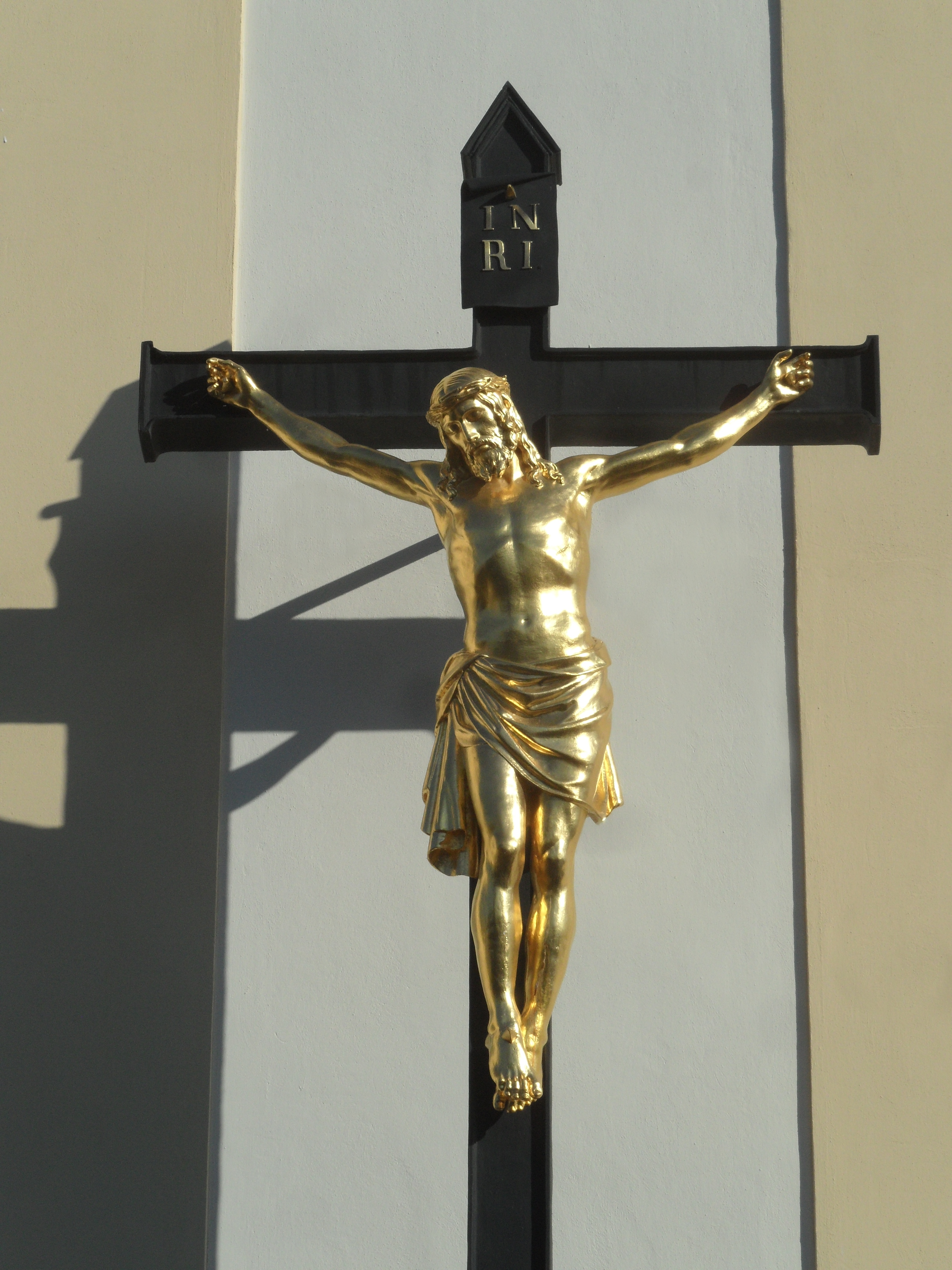
Kříž u zdi kostela
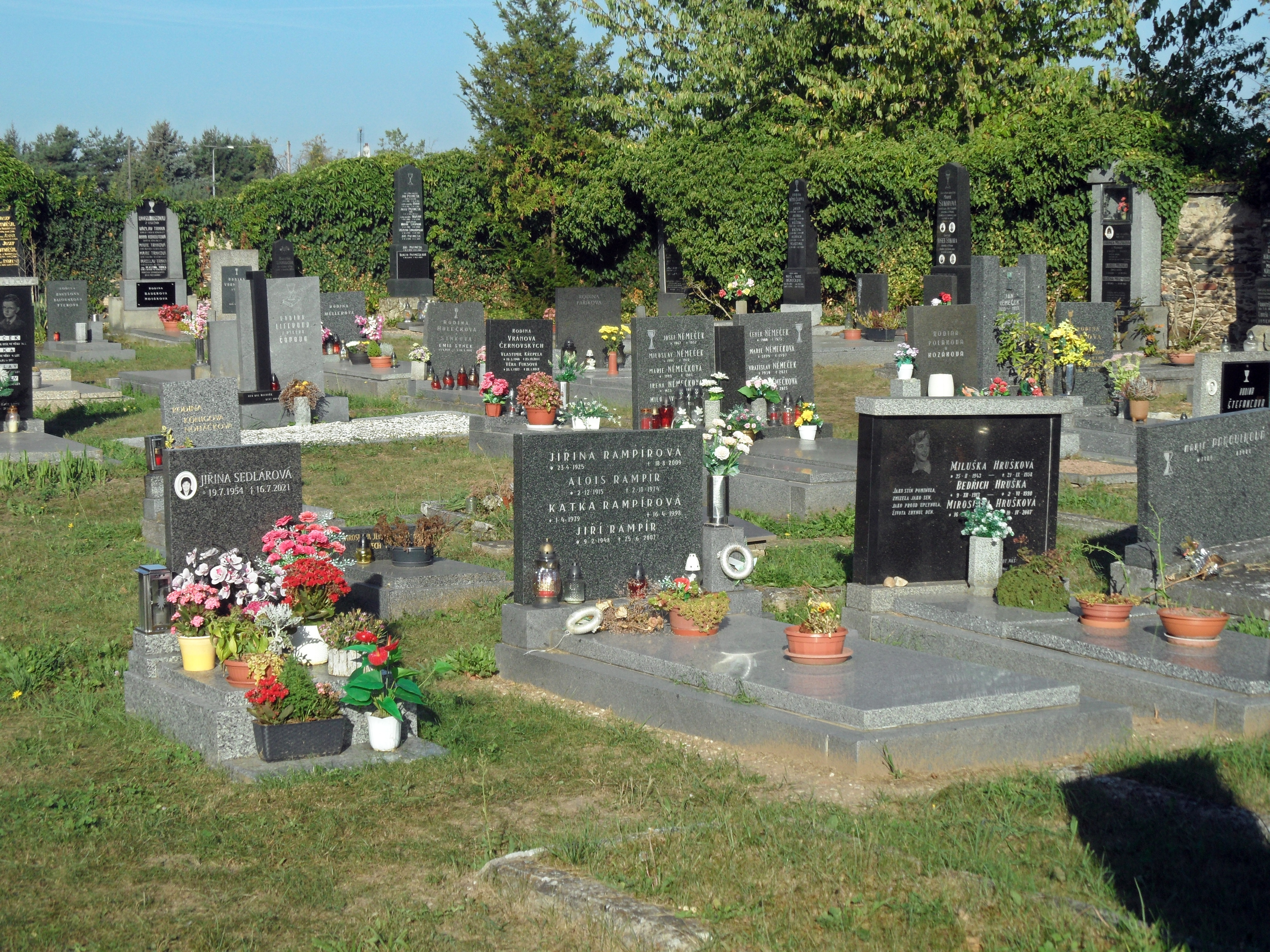
Evangelický hřbitov
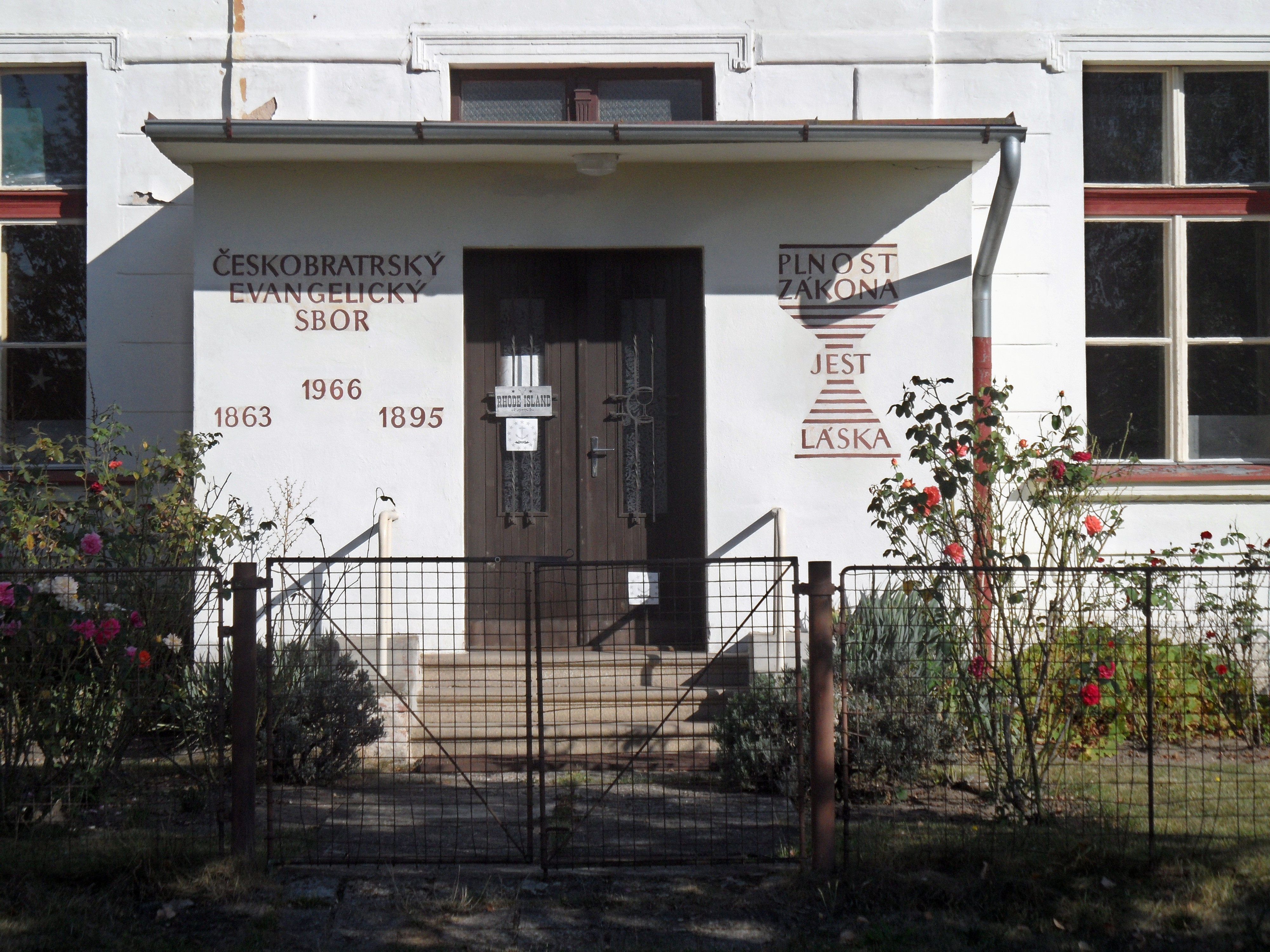
Detail Českobratrského evangelického sboru
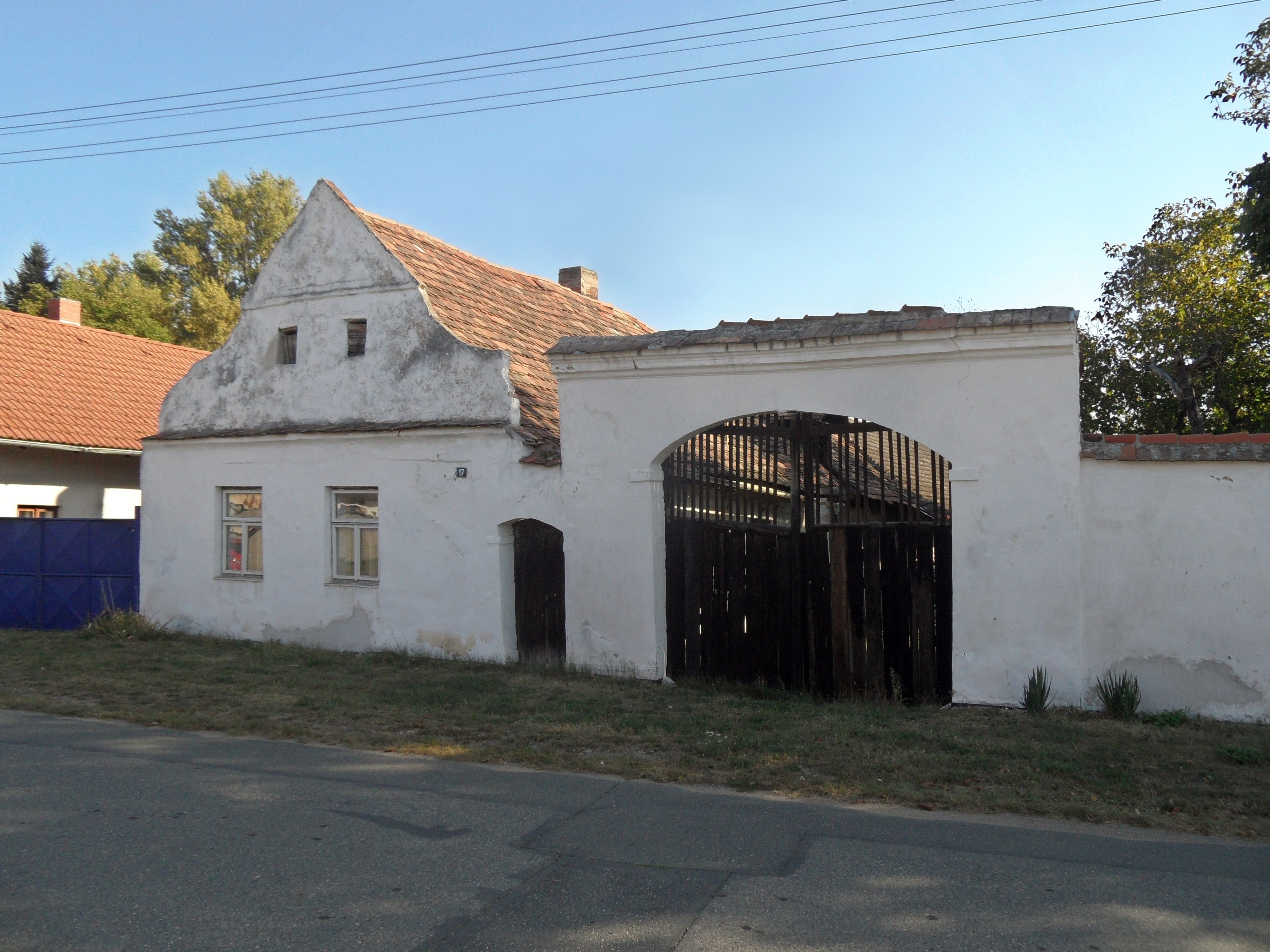
Usedlost čp. 17
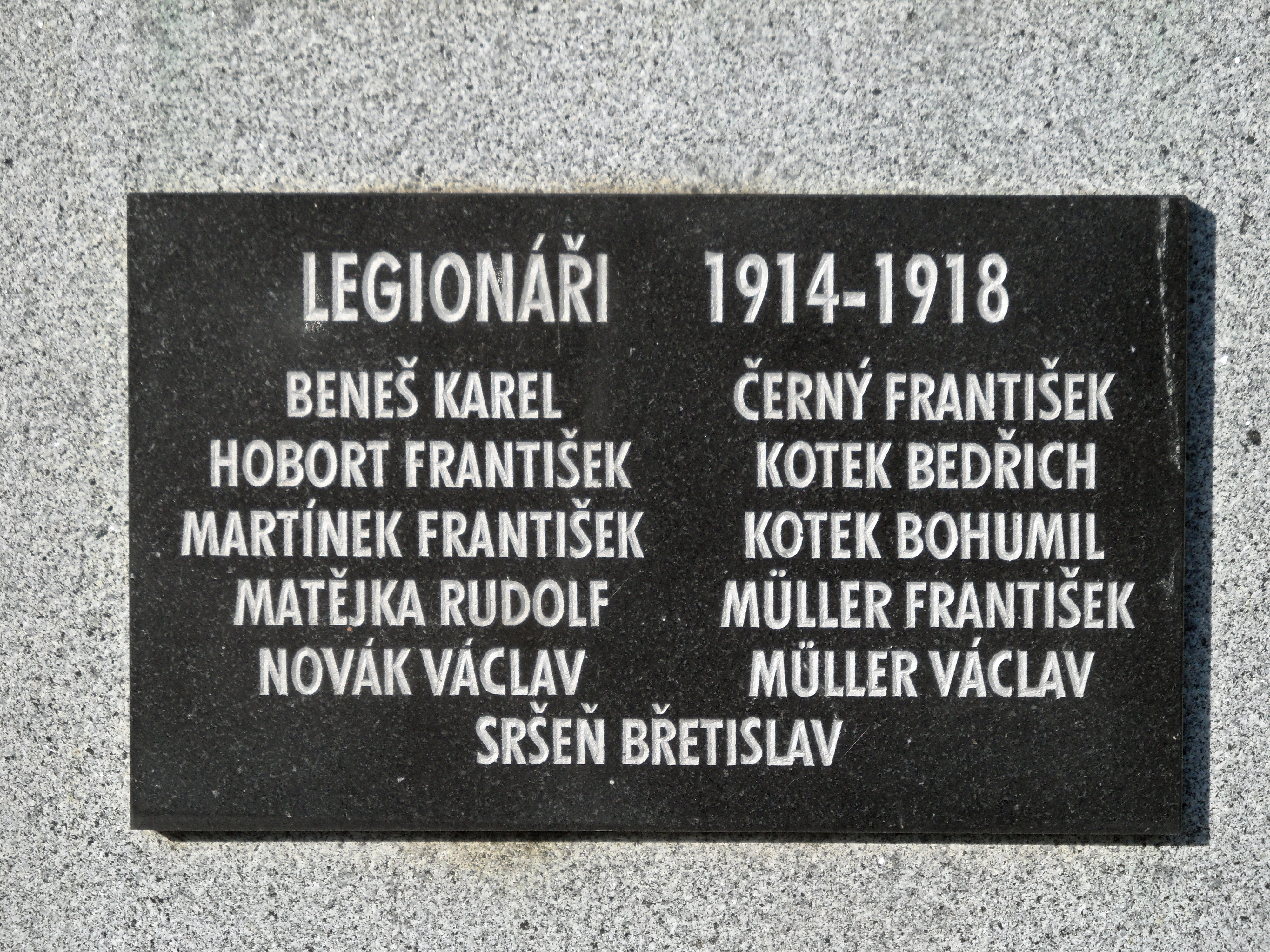
Detail pomníku legionářům
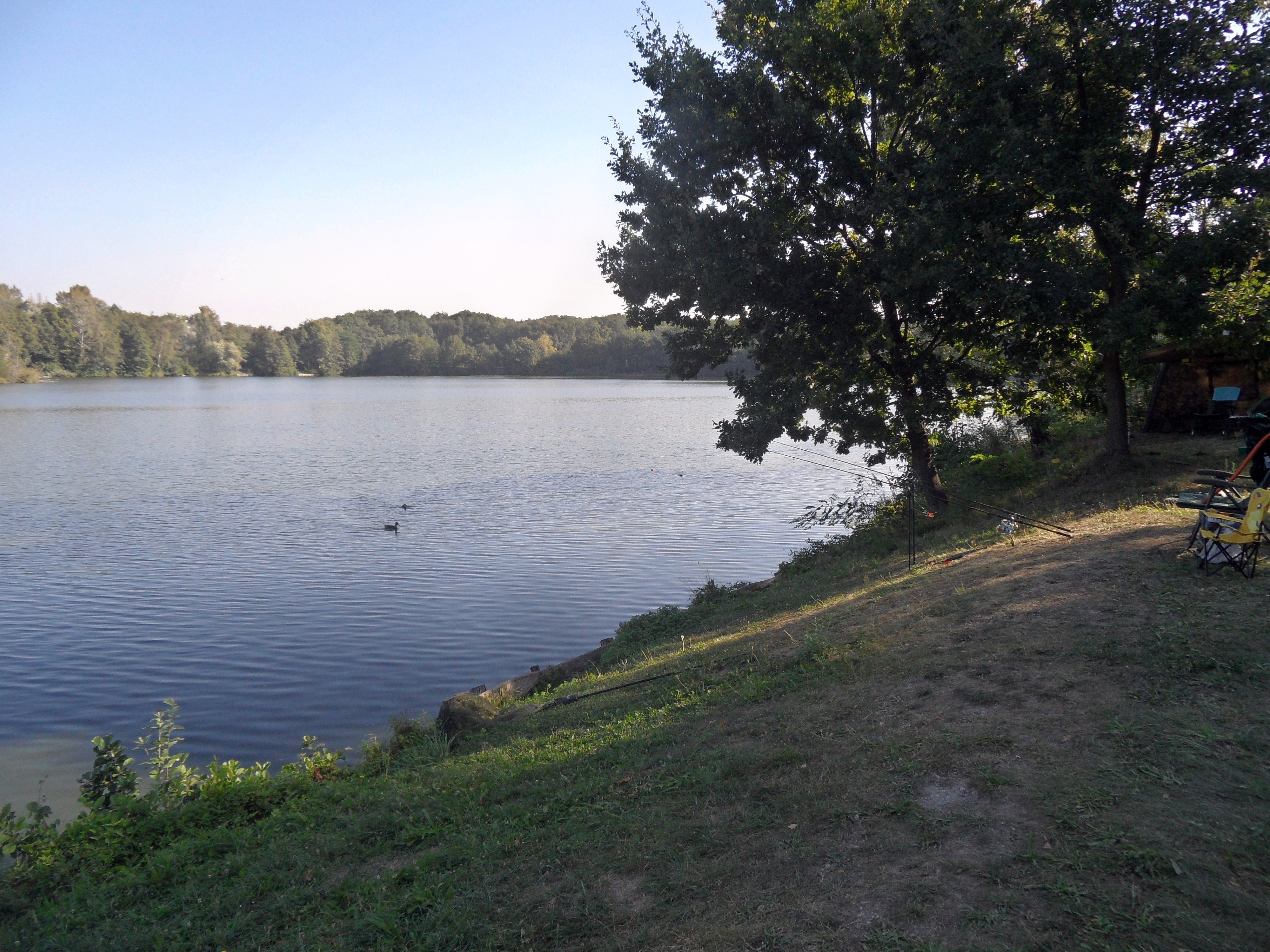
Písník „Jezero“
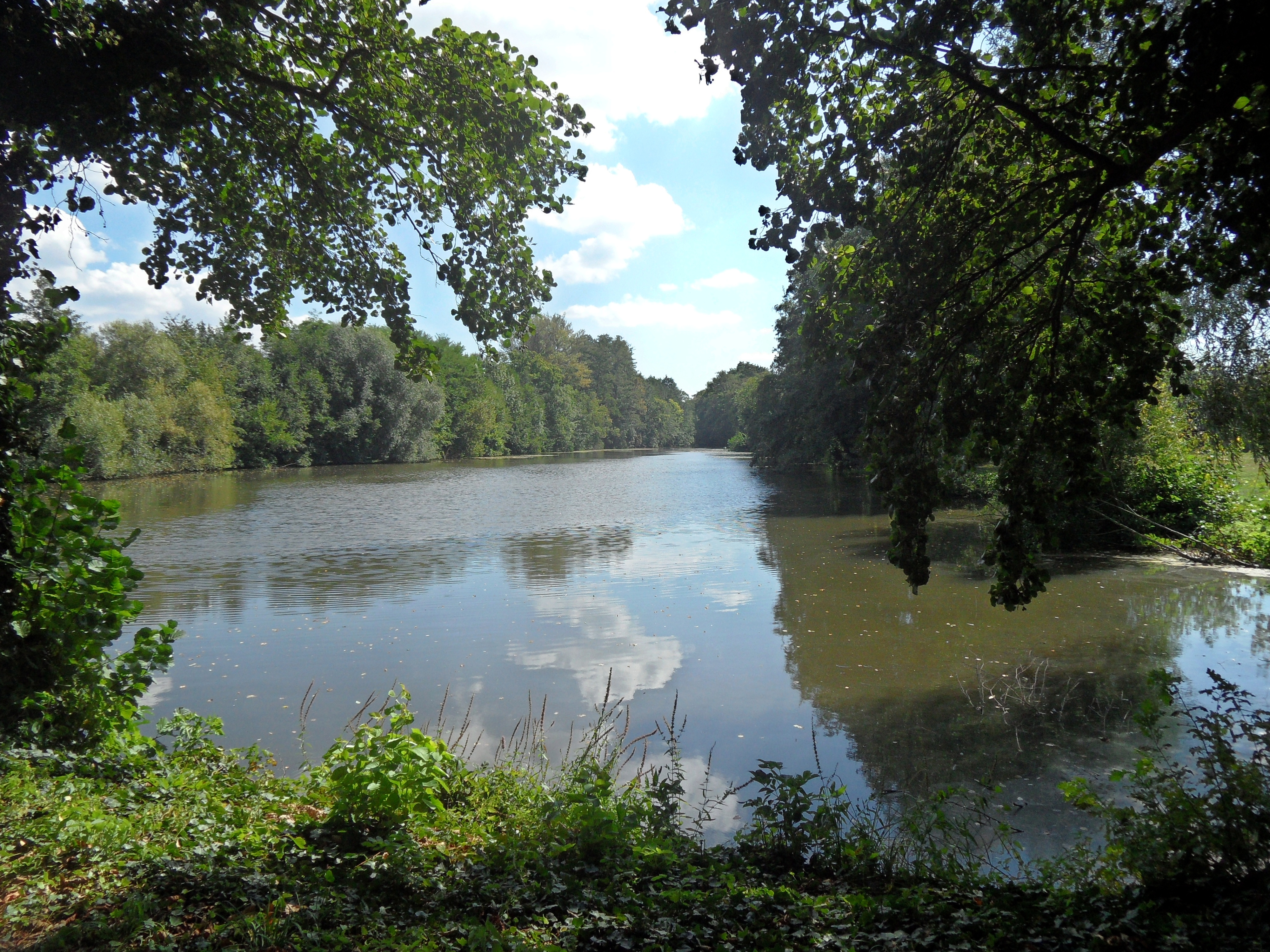
Staré Labe (mrtvé rameno)